# Quando Dio ballava il tango
Quando Dio ballava il tango è un romanzo di Laura Pariani, pubblicato nel 2002 e riedito nel 2004 da Rizzoli. Tradotto in francese e spagnolo, è vincitore dei premi letterari Alassio Centolibri, Premio Gandovere e Alghero Donna sezione narrativa.

## Trama
Nel 1978 Corazòn Bellati fugge dall'Argentina con la figlioletta di cinque anni, per sottrarsi al terrore instaurato dal regime militare del generale Videla, che le ha tolto il marito e molti amici, finiti tra i desaparecidos. Corazòn raggiunge la nonna, Venturina Majna. Più volte Venturina aveva sofferto per le partenze verso il Paese sudamericano, del padre e dei due figli. Ora il movimento ha preso la direzione opposta e la giovane comincia a capire quale fu lo strappo nelle vite di tanti, troppi suoi parenti.
Nelle storie che seguono, raccontate di volta in volta da una donna diversa, scorrono i momenti storici di un Paese, l'Argentina, che era stato fonte di speranza, ma anche di ossessioni e nostalgie per uomini irrequieti e quasi sempre ubriachi e violenti, ma più in generale, incapaci di dividere con le loro compagne il peso della vita. E attraverso le voci delle loro donne essi si rivelano chi stupratore, chi mafioso, chi infedele e chi bigotto. I drammi narrati si concludono sempre con il profondo senso di sconfitta morale della donna, anche quando questa finisce con l'uccidere fisicamente il compagno, o conquistare la propria libertà a prezzo del massimo sacrificio.
Le donne narratrici hanno rapporto vario con Corazòn, anche se lei non le ha conosciute tutte: sono bisavole, nonne, zie, amiche e affini, prime e seconde mogli dei loro uomini. Nella sua emigrazione al contrario, anche Corazòn deve porsi il problema di appartenenza a un Paese, una comunità. Riuscita ad integrarsi in Italia, tornerà in Argentina nel 1991, chiamata dai suoceri mai conosciuti che vogliono vedere, prima di morire, le ultime rimaste della famiglia. Poi tornerà ancora una volta, nel 2001, quando il paese dei sogni, sull'orlo di una catastrofe economica, non ha da offrire che miseria e fuga verso i Paesi europei da cui gli immigrati erano partiti un giorno lontano o lontanissimo. Con una telecamera va a filmare le testimonianze di vecchi venuti dall'Italia e ascolta i loro drammi, poi, sicura che non tornerà più, attende la partenza comprendendo, come hanno detto questi vecchi, che un tempo Dio danzava con loro e non si girava dall'altra parte.

## Schema narrativo
Il libro è articolato in sedici parti, ognuna delle quali è narrata da una delle protagoniste. Di seguito i luoghi, gli estremi cronologici e i nomi delle narratrici. 
I titoli dei racconti sono: Il passato che torna (ambientato a Cascina Malpensata nel 1978); Un passo in più (ambientato a San Ignacio Miní nel 1971); Nemmeno in fotografia (ambientato a Buenos Aires nel 1962); Ho bisogno di luce (ambientato a Buenos Aires nel 1958); Se l'amore è un vecchio nemico (ambientato a Rosedal nel 1935); Tristi mattane (ambientato a Punta Arenas nel 1964); Cenere nel cuore (ambientato a Mendoza nel 1956); La luce di un fiammifero (ambientato a Esperanzita nel 1947); Molto più in là (ambientato a Buenos Aires nel 1954); Sempre grigio (ambientato a La Plata nel 1978); Non c'è addio (ambientato a Chiloé nel 1980); Il silenzio è la paura (ambientato a Buenos Aires nel 1988); L'altrui ferita (ambientato a Vista Alegre nel 1991); Pena del bandoneón (ambientato nella selva salteña nel 1967); Sfiorì amando (ambientato a Buenos Aires nel 1939); Sul far del mattino (ambientato a Buenos Aires nel 2001). 
Le sedici narratrici sono, nell'ordine: Venturina Majna (1892-1981); Encarnada Majna (1901-1974); Regalada Majna (nata nel 1948); Catterina Cerutti (1872-1963); Maria Roveda (1882-1967); Raquel Potok (1901-1964); Amabilina Baronti (nata nel 1909); Provisoria Paz Majna (1931-1964); Mafalda Cerutti (1932-1954); Teresa Roveda (nata nel 1930); Eloisa Ramona Huenchur (1918-1980); Nelida Cerutti, poi Fornara (1946-1999); Socorro López (1927-1994); Silvia Caretta (1951-1976); Martinita Colombo (1919-1965); Corazón Bellati (nata nel 1952).

## Edizioni
In lingua italiana:
- Laura Pariani, Quando Dio ballava il tango, Rizzoli, Milano 2002 ISBN 88-17-86956-2
- Laura Pariani, Quando Dio ballava il tango, BUR, Milano 2004 ISBN 88-17-00180-5 ISBN 978-88-17-00180-9

In altre lingue:
- (FR)  Laura Pariani, Quand Dieu dansait le tango, traduit par Dominique Vittoz, Flammarion, Paris 2004.
- (ES)  Laura Pariani, Cuando Dios bailaba el tango, traducción de Patricia Orts, Pre-Textos, Valencia 2005.